# Маршъл (окръг, Западна Вирджиния)
Окръг Маршъл (на английски: Marshall County) е окръг в щата Западна Вирджиния, Съединени американски щати. Площта му е 808 km², а населението – 32 674 души (2012). Административен център е град Маундсвил.